# Ghaznawidzi

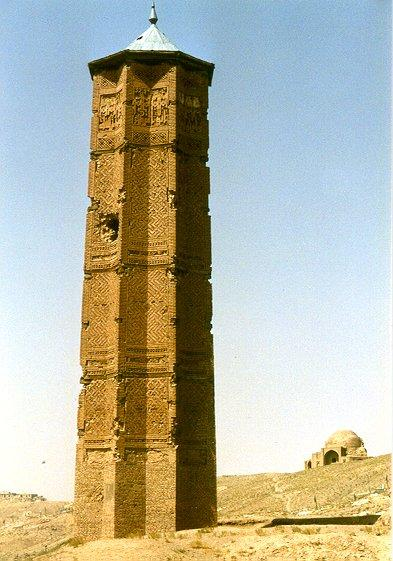
Minaret Masuda III (1099–1115) w Ghazni

Ghaznawidzi (pers. غزنویان Ġaznaviyān)– dynastia pochodzenia tureckiego, panująca od 977 do 1186 roku na terenach dzisiejszego Afganistanu i północnych Indii, a w okresie największej potęgi także we wschodnim Iranie i Azji Środkowej.

## Historia

### Początki
Początki państwa Ghaznawidów wiążą się z osobą wodza Samanidów Alptigina (zm. 963), który po śmierci emira Abd al-Malika (954 – 961) musiał uciekać przed swoimi politycznymi przeciwnikami i na skraju emiratu założył państwo z ośrodkiem w Ghaznie. Czwartym spośród kolejno wybieranych spośród jego ghulamów następcą Alptigina był Sebüktigin (977 – 997) – właściwy założyciel dynastii. Udało mu się rozszerzyć swoją władzę na terytorium dzisiejszego Afganistanu, a za pomoc udzieloną emirowi Samanidów Nuhowi Ibn Mansurowi (976 – 997) w stłumieniu buntu jego dowódców, Abu Alego Simdżuriego i Faʾika, uzyskać dla swojego syna Mahmuda (998 – 1030) namiestnictwo Chorasanu. Wykorzystując upadek Samanidów Mahmud przestał uznawać ich zwierzchność i ostatecznie podzielił się ich terytoriami z Karachanidami, ustanawiając granicę pomiędzy obu państwami na Amu-darii.

### Mahmud z Ghazny i szczyt potęgi Ghaznawidów
W trakcie siedemnastu wypraw na Indie w latach 1002–1026 Mahmud przyłączył do Ghazny Pendżab i zdobył gigantyczne łupy wdzierając się w głąb doliny Gangesu i plądrując takie miasta jak stolica Pratiharów Kanaudź, oraz wielkie ośrodki hinduizmu Mathura i Somnath. Dzięki tym działaniom Mahmud zdobył sobie w całym świecie islamu opinię wielkiego wojownika dżihadu przeciwko niewiernym, lecz jego cele miały raczej charakter świecki i sprowadzały się do zagarnięcia jak największej zdobyczy, a nie nawrócenia Hindusów na islam czy poszerzenia jego terytorium. Wyprawy na Indie nie przeszkodziły Mahmudowi w zwycięskich wojnach z Karachanidami oraz zagarnięciu Sistanu w roku 1003, Chorezmu w roku 1017 i pod pretekstem antyszyickiej krucjaty należącego do Bujidów Reju w roku 1029. Mahmud przedstawiał się bowiem jako żarliwy sunnita, składający kalifowi sprawozdania i dary po każdej wyprawie, w zamian za co otrzymał od tego ostatniego szereg honorów, w szczególności zaś tytuł sułtana. Dzięki bezustannym kampaniom udało mu się stworzyć „najpotężniejsze i najrozleglejsze imperium znane światu muzułmańskiemu od szczytowego okresu kalifatu Abbasydów”.

### Kryzys, stabilizacja i upadek
Syn Mahmuda Masud (1030 – 1041) musiał jednak stawić czoła inwazji koczowniczych Oguzów, działających pod przywództwem rodu Seldżukidów. Ich bezustanne rajdy rujnowały rolnictwo i handel Chorasanu, a bezowocne oczekiwanie na skuteczną ochronę armii Ghaznawidów doprowadziło takie miasta jak Merw, Rej czy Niszapur do poddania się Seldżukom w latach 1036–1037. W roku 1040 Masud poniósł katastrofalną klęskę w walce z Seldżukami w bitwie pod Dandankanem, która rozstrzygnęła nie tylko o ostatecznej utracie Chorasanu, ale wydawała się wręcz zagrażać istnieniu Ghaznawidzkiego państwa. Sytuację udało się nieco ustabilizować synowi Masuda Maududowi (1041 – 1050). Wraz z utratą na rzecz Seldżuków Balchu w roku 1059 Ghaznawidzi zostali ostatecznie odcięci od Azji Środkowej i sułtan Ibrahim (1059 – 1099) uznał zdobycze Oguzów, zawierając z nimi pokój. 
Jego czterdziestoletnie panowanie było okresem stabilizacji opartego teraz jedynie na terytoriach dzisiejszego wschodniego Afganistanu i północno-zachodnich Indii przeobrażonego państwa Ghaznawidów. Położone na skraju irańskiego świata nadal było ono wystarczająco potężne by kontaktować się z Wielkimi Seldżukami na zasadach równości. Schyłek dynastii rozpoczął się wraz z panowaniem Bahramszaha (1117 – 1157), który zawdzięczał tron interwencji Wielkiego Seldżuka Sandżara (1118 – 1157) i musiał mu płacić wysoki trybut. Po roku 1146 wdał się on w wojnę z niedawno uniezależnioną od Ghaznawidów afgańską dynastią Ghurydów, która mimo początkowych sukcesów skończyła się dla niego katastrofalną klęską i splądrowaniem Ghazny w roku 1150 lub 1151. Ostatecznie Ghaznawidzi utracili Ghaznę ok. roku 1160 i musieli przenieść stolicę do Lahaur. Od tego momentu panowali już tylko w Pendżabie, zanim ich terytoria nie zostały całkowicie wchłonięte przez Ghurydów w roku 1186.

## Kultura i ideologia
Etos Ghaznawidzkiego państwa był ortodoksyjnie sunnicki, z sułtanami hołdującymi hanafickiej szkole prawa. Mimo tureckiego pochodzenia „w rezultacie pierwotnego zaangażowania Sebüktigina i Mahmuda w sprawy Samanidów i Samanidzkie środowisko kulturalne dynastia całkowicie się spersjanizowała, tak że w praktyce nie można uznawać jej panowania za obce”. Za panowania Ghaznawidów kwitła perska liryka dworska, z takimi wybitnymi przedstawicielami jak Onsuri, Farrochi i Manuczehri. Rozwijała się także historiografia, zarówno pisana w języku arabskim (Utbi), jak i perskim (Gardizi i Bajhaki). Nie ceniono natomiast filozofii. Na dworze Mahmuda przebywał słynny uczony Biruni, lecz sułtan poważał go jedynie jako astrologa.

## Lista władców
Pierwsi czterej władcy to kolejno wybierani spośród stronników Alptigina gubernatorzy Ghazny.
- Alptigin (962–963)
- Abu Ishak Ibrahim (963–966)
- Bilgetigin (966–974/975)
- Böri (975–977)
- Sebüktigin (977–997)
- Ismaʾil Ibn Sebüktigin (997–998)
- Mahmud (998–1030)
- Muhammad (1030–1031)
- Masud Ibn Mahmud (1030–1041)
- Muhammad /po raz drugi/ (1041)
- Maudud Ibn Masud (1041–1050)
- Masud II (1050)
- Baha ad-Daula Ali (1050)
- Izz ad-Daula Abd al-Rashid (1053)
- Kiwam ad-Daula Tughril (1053)
- Dżalal ad-Daula Farruchzad (1053–1059)
- Zahir ad-Daula Ibrahim (1059–1099)
- Ala ad-Daula Masud III (1099–1115)
- Kemal ad-Daula Szirzad (1115)
- Sultan ad-Daula Arslanszah (1115–1117)
- Jamin ad-Daula Bahramszah (1117–1157)
- Mu’izz ad-Daula Chosrowszah (1157–1160)
- Tadż ad-Daula Chosrow Malik (1160–1187)